# Pseudoneaera periplomoides
Pseudoneaera periplomoides is een tweekleppigensoort uit de familie van de Cuspidariidae. De wetenschappelijke naam van de soort is voor het eerst geldig gepubliceerd in 1961 door Sakurai & Habe in Habe.